# Begonia letestui
Begonia letestui là một loài thực vật có hoa trong họ Thu hải đường. Loài này được J.J.de Wilde mô tả khoa học đầu tiên năm 2002.